# Eurovisiesongfestival 2001
Het Eurovisiesongfestival 2001 was het 46e Eurovisiesongfestival, en werd georganiseerd in Kopenhagen, Denemarken op 12 mei. Het programma werd gepresenteerd door Natasja Crone Back en Søren Pilmark. Zij presenteerden het programma bijna volledig in rijm. Hierop, en mede op de, volgens sommigen, flauwe grappen van de presentatoren, kwam naderhand in onder andere de pers veel kritiek. De hal, het voetbalstadion Parken, was de grootste zaal waar ooit een Songfestival is georganiseerd. De capaciteit was 38.000 toeschouwers. De helft van de toeschouwers in de zaal kon echter het podium onmogelijk bekijken.
Favorieten in deze wedstrijd waren Slovenië, Frankrijk, Griekenland, en het gastland Denemarken. Ook de latino zangers van Malta en Spanje werden geacht het goed te doen. In bijna alle internetpolls was de Sloveense bijdrage echter de te kloppen tegenstander. De controverse van deze editie zou om het Zweedse liedje gaan, dat op voorhand werd beschuldigd van plagiaat. Het zou veel gelijkenissen vertonen met de Belgische inzending Liefde is een kaartspel van 1996. Desondanks liep dit met een sisser af en konden de Friends gewoon deelnemen, waarmee zij samen met de Litouwse inzending zo ongeveer de enige populaire inzendingen waren in de eerste helft van festival. Het publiek stemde voornamelijk op de liedjes in de tweede helft.

## Puntentelling
Voor de puntentelling werd weer een videopresentatie gebruikt. Het oproepen van de landen ging op volgorde van deelname via beeldverbinding. Het geven van de punten gebeurde volgorde van laag naar hoog. Een van de presentatoren herhaalde het land en de punten in de taal (Frans of Engels) waarin ze gegeven werden om daarna beide gegevens in de andere taal te herhalen.
De gegeven punten werden zichtbaar gemaakt door deze achter de landnaam te plaatsen, vóór de totaalscore van het land. Tussen de jury's door werd de tussenstand zichtbaar door het scorebord in volgorde van punten neer te zetten. Bij het geven van de punten stonden de landen echter weer in volgorde van optreden.
De puntentelling werd geopend met de eerste 12 punten (uit Nederland) voor Estland, wat op dat moment een volstrekte verrassing was, maar wellicht nog te verklaren was doordat de helft van het Estse duo een Arubaan betrof. Estland zou in de eerste helft van de puntentelling meer hoge punten krijgen, maar werd op de hielen gevolgd door Denemarken, Frankrijk, Griekenland en Spanje. Topfavoriet Nusa Derenda uit Slovenië kon maar moeilijk bijbenen. Tot twee keer toe zou een uitreiking van de 12 punten overladen worden met luid boegeroep: dit gebeurde op momenten waar Frankrijk 12 punten kreeg (uit Bosnië met een 50/50 jury/televoting en Rusland met 100% jury), maar gastland Denemarken overgeslagen werd. De derde 12 punten die naar Frankrijk gingen (uit Portugal met 50/50 jury/televoting) ging, op dat moment, onverwachts niet naar Estland, en werd dus uitbundig bejubeld door het Kopenhaagse publiek. Echter, in de tweede helft ging Estland alle andere landen voorbij door zes keer 12 punten te ontvangen in zeven stemronden. Na de punten van Estland leek het nog spannend te worden: er moesten nog drie landen stemmen en dus kon ieder land in de top vier nog winnen: Estland met 166 punten, Denemarken met 165, Griekenland met 135 en Frankrijk had 132 punten. Toen alleen Denemarken de punten nog moest doorgeven was de Estlandse overwinning al een feit: met 190 punten waren zij niet meer in te halen door Denemarken, dat 177 punten had en dat sowieso geen punten aan zichzelf kon geven.
De teleurstelling in Denemarken, dat nog lang kon ruiken aan de tweede overwinning in het televotingtijdperk, was groot: nog voordat Tanel Padar & Dave Benton & 2XL de reprise van hun liedje Everybody konden opvoeren, was te zien dat de hal al snel leegliep.

## Oude bekenden
Het was de 3de keer in de geschiedenis dat alle deelnemers voor de eerste maal aantraden, maar net zoals in '70 en '89 stond een van de deelnemers het jaar ervoor op het songfestival als backing, dit jaar was dat Tanel Padar die vorig jaar als backing van Ines zong.
In IJsland werd Eyjólfur Kristjánsson (ESF '91) voorlaatste. Amila Glamočak (ESF '96) werd 5de in de Bosnische preselectie. Jan Johansen die nog 3de was in '95 werd nu 4de in Melodifestivalen. In Kroatië bekend volk met Tereza Kesovija die Monaco vertegenwoordigde in '66 en Joegoslavië in '72. Tony Cetinski trad in '94 voor Kroatië aan, Emilia Kokic zat in de groep Riva die het songfestival won in '89. De groepen Put en Novi Fosili waren er ook bij, maar met een andere bezetting, Vladimir Kocis-Zec deed nu solo mee maar was origineel lid van Novi Fosili. De Zweedse Nanne Grönvall (ESF '96) probeerde het nu in het Verenigd Koninkrijk en werd daar 4de. In Slovenië nam 1X Band (ESF '93) deel aan EMA als 1X Orchestra maar stootten niet door naar de finale, wel in de finale zat Regina die in '96 voor Slovenië op het podium stond. Joy Fleming die in '75 voorlaatste werd voor Duitsland was nu 2de in de Countdown Grand Prix. In Denemarken zong Kenny Lübcke (ESF '92) nu in een band, maar dat was geen succes, Helge Engelbrecht zat in de groep Bandjo (ESF '87).

## Resultaten
| Plaats | Land                  | Taal               | Artiest                        | Lied                        | Punten |
| ------ | --------------------- | ------------------ | ------------------------------ | --------------------------- | ------ |
| 1      | Estland               | Engels             | Tanel Padar, Dave Benton & 2XL | Everybody                   | 198    |
| 2      | Denemarken            | Engels             | Rollo & King                   | Never ever gonna let you go | 177    |
| 3      | Griekenland           | Grieks en Engels   | Antique                        | Die for you                 | 147    |
| 4      | Frankrijk             | Frans en Engels    | Natasha Saint-Pier             | Je n'ai que mon âme         | 142    |
| 5      | Zweden                | Engels             | Friends                        | Listen to your heartbeat    | 100    |
| 6      | Spanje                | Spaans             | David Civera                   | Dile que la quiero          | 76     |
| 7      | Slovenië              | Engels             | Nuša Derenda                   | Energy                      | 70     |
| 8      | Duitsland             | Duits en Engels    | Michelle                       | Wer Liebe lebt              | 66     |
| 9      | Malta                 | Engels             | Fabrizio Faniello              | Another summer night        | 48     |
| 10     | Kroatië               | Engels             | Vanna                          | Strings of my heart         | 42     |
| 11     | Turkije               | Turks en Engels    | Sedat Yüce                     | Sevgiliye son               | 41     |
| 12     | Rusland               | Engels             | Moemi Troll                    | Lady alpine blue            | 37     |
| 13     | Litouwen              | Engels             | Skamp                          | U got style                 | 35     |
| 14     | Bosnië en Herzegovina | Bosnisch en Engels | Nino Pršeš                     | Hano                        | 29     |
| 15     | Verenigd Koninkrijk   | Engels             | Lindsay Dracass                | No dream impossible         | 28     |
| 16     | Israël                | Hebreeuws          | Tal Sondak                     | Ein davar                   | 25     |
| 17     | Portugal              | Portugees          | MTM                            | Eu só sei ser feliz assim   | 18     |
| 18     | Letland               | Engels             | Arnis Mednis                   | Too much                    | 16     |
| 18     | Nederland             | Engels             | Michelle                       | Out on my own               | 16     |
| 20     | Polen                 | Engels             | Piasek                         | 2 long                      | 11     |
| 21     | Ierland               | Engels             | Gary O'Shaughnessy             | Without your love           | 6      |
| 22     | IJsland               | Engels             | Two Tricky                     | Angel                       | 3      |
| 22     | Noorwegen             | Engels             | Haldor Lægreid                 | On my own                   | 3      |

## Terugkerende landen
- Griekenland
- Bosnië en Herzegovina
- Slovenië
- Portugal
- Litouwen
- Polen

## Verplicht terugtrekkende landen
- België
- Finland
- Zwitserland
- Cyprus
- Roemenië
- Oostenrijk
- Macedonië

## Stemprocedure
Elk land kon televoten, en aan de beste liedjes werden 12, 10, 8, 7, 6, 5, 4, 3, 2 of 1 punten gegeven.

## Kaart

Deelnemende landen
Landen die al meegedaan hebben maar niet meedoen

## Scoreblad
| Deelnemers          | NL | IS | BA | NO | IL | RU | SE | LT | LV | HR | PT | IE | ES | FR | TR | GB | SI | PL | DE | EE | MT | GR | DK |
| ------------------- | -- | -- | -- | -- | -- | -- | -- | -- | -- | -- | -- | -- | -- | -- | -- | -- | -- | -- | -- | -- | -- | -- | -- |
| Nederland           |    | 0  | 0  | 0  | 5  | 1  | 0  | 0  | 0  | 0  | 6  | 0  | 0  | 0  | 0  | 0  | 4  | 0  | 0  | 0  | 0  | 0  | 0  |
| IJsland             | 0  |    | 0  | 1  | 0  | 0  | 0  | 0  | 0  | 0  | 0  | 0  | 0  | 0  | 0  | 0  | 0  | 0  | 0  | 0  | 0  | 0  | 2  |
| Bosnië-Herzeg.      | 0  | 0  |    | 0  | 0  | 0  | 4  | 0  | 0  | 10 | 0  | 0  | 0  | 0  | 0  | 0  | 7  | 0  | 0  | 0  | 1  | 0  | 7  |
| Noorwegen           | 0  | 0  | 0  |    | 0  | 0  | 0  | 0  | 0  | 0  | 3  | 0  | 0  | 0  | 0  | 0  | 0  | 0  | 0  | 0  | 0  | 0  | 0  |
| Israël              | 0  | 0  | 6  | 0  |    | 0  | 0  | 0  | 0  | 0  | 0  | 0  | 0  | 10 | 7  | 0  | 0  | 0  | 0  | 0  | 0  | 2  | 0  |
| Rusland             | 0  | 5  | 0  | 0  | 3  |    | 0  | 10 | 8  | 0  | 0  | 0  | 0  | 0  | 0  | 0  | 0  | 0  | 0  | 4  | 2  | 5  | 0  |
| Zweden              | 0  | 7  | 3  | 2  | 8  | 2  |    | 2  | 6  | 4  | 5  | 8  | 5  | 2  | 8  | 8  | 0  | 5  | 0  | 7  | 8  | 0  | 10 |
| Litouwen            | 5  | 1  | 2  | 0  | 4  | 10 | 1  |    | 5  | 0  | 0  | 1  | 0  | 0  | 0  | 4  | 2  | 0  | 0  | 0  | 0  | 0  | 0  |
| Letland             | 0  | 0  | 0  | 0  | 0  | 0  | 0  | 8  |    | 0  | 0  | 0  | 0  | 0  | 0  | 0  | 0  | 0  | 0  | 8  | 0  | 0  | 0  |
| Kroatië             | 0  | 0  | 7  | 0  | 0  | 0  | 0  | 0  | 0  |    | 0  | 0  | 0  | 0  | 10 | 0  | 5  | 0  | 3  | 0  | 10 | 7  | 0  |
| Portugal            | 0  | 0  | 0  | 0  | 0  | 0  | 0  | 0  | 0  | 0  |    | 0  | 6  | 12 | 0  | 0  | 0  | 0  | 0  | 0  | 0  | 0  | 0  |
| Ierland             | 0  | 0  | 0  | 0  | 0  | 0  | 0  | 0  | 0  | 0  | 1  |    | 0  | 0  | 0  | 5  | 0  | 0  | 0  | 0  | 0  | 0  | 0  |
| Spanje              | 7  | 2  | 5  | 4  | 12 | 0  | 5  | 0  | 4  | 0  | 7  | 3  |    | 5  | 6  | 3  | 1  | 1  | 0  | 3  | 0  | 8  | 0  |
| Frankrijk           | 8  | 4  | 12 | 7  | 2  | 12 | 6  | 7  | 7  | 6  | 12 | 7  | 3  |    | 5  | 6  | 3  | 1  | 1  | 3  | 0  | 8  | 0  |
| Turkije             | 3  | 0  | 0  | 0  | 0  | 0  | 0  | 0  | 0  | 7  | 0  | 0  | 0  | 7  |    | 0  | 0  | 0  | 7  | 0  | 4  | 10 | 3  |
| Verenigd Koninkrijk | 2  | 0  | 0  | 0  | 0  | 3  | 0  | 3  | 3  | 3  | 2  | 4  | 1  | 0  | 0  |    | 0  | 2  | 2  | 0  | 3  | 0  | 0  |
| Slovenië            | 4  | 6  | 10 | 6  | 1  | 4  | 7  | 4  | 0  | 8  | 0  | 2  | 2  | 1  | 0  | 0  |    | 6  | 4  | 5  | 0  | 0  | 0  |
| Polen               | 0  | 0  | 0  | 0  | 0  | 0  | 2  | 0  | 0  | 0  | 0  | 0  | 0  | 0  | 0  | 0  | 3  |    | 5  | 0  | 0  | 0  | 1  |
| Duitsland           | 1  | 0  | 0  | 3  | 0  | 8  | 0  | 0  | 1  | 1  | 10 | 6  | 10 | 6  | 3  | 2  | 0  | 4  |    | 1  | 5  | 1  | 4  |
| Estland             | 12 | 10 | 4  | 10 | 6  | 6  | 8  | 12 | 12 | 2  | 0  | 10 | 8  | 8  | 12 | 12 | 12 | 12 | 10 |    | 12 | 12 | 8  |
| Malta               | 0  | 3  | 1  | 5  | 0  | 7  | 3  | 1  | 0  | 0  | 0  | 0  | 4  | 0  | 2  | 1  | 0  | 3  | 1  | 2  |    | 3  | 12 |
| Griekenland         | 6  | 8  | 8  | 8  | 10 | 5  | 12 | 5  | 2  | 5  | 4  | 5  | 12 | 3  | 5  | 7  | 8  | 8  | 8  | 6  | 7  |    | 5  |
| Denemarken          | 10 | 12 | 0  | 12 | 7  | 0  | 10 | 6  | 10 | 12 | 8  | 12 | 7  | 4  | 4  | 10 | 10 | 7  | 12 | 12 | 6  | 6  |    |

Deze tabel is geordend volgens opkomen.